# Джанапрія (район)
Джана́прія (індонез. Janapria) — один з 12 районів округу Центральний Ломбок провінції Західна Південно-Східна Нуса у складі Індонезії. Розташований у східній частині. Адміністративний центр — село Джанапрія.
Населення — 71501 особа (2012; 63285 в 2011, 62736 в 2010, 64637 в 2009, 63773 в 2008).

## Адміністративний поділ
До складу району входять 12 сіл:
| Населений пункт        | Населення, осіб (2010) | Населення, осіб (2012) |
| ---------------------- | ---------------------- | ---------------------- |
| Бакан, село            | 5412                   | 5515                   |
| Джанапрія, село        | 11300                  | 8082                   |
| Джанго, село           | -                      | 3298                   |
| Дуріан, село           | 2944                   | 2999                   |
| Керембонг, село        | 5965                   | 6078                   |
| Лангко, село           | 4499                   | 4584                   |
| Лекор, село            | 9156                   | 9327                   |
| Лоанг-Мака, село       | 8616                   | 8779                   |
| Пендем, село           | 6726                   | 6853                   |
| Саба, село             | 11143                  | 8056                   |
| Селебунг-Рембіга, село | 4415                   | 4499                   |
| Сетута, село           | -                      | 3431                   |